# Fabriciana taigetana
Fabriciana taigetana är en fjärilsart som beskrevs av Reuss 1926. Fabriciana taigetana ingår i släktet Fabriciana och familjen praktfjärilar. Inga underarter finns listade i Catalogue of Life.